# Bílá (Frýdek-místeki járás)
Bílá település Csehországban, Frýdek-místeki járásban. Bílá Staré Hamry, Horní Bečva, Čeladná, Velké Karlovice, Trencsénmakó, Hegyeshely és Klokocsóvölgy településekkel határos. Lakosainak száma 284 fő (2024. január 1.).

## Népesség
A település lakosságának változását az alábbi diagram mutatja:
| Lakosok száma | 626  | 821  | 855  | 729  | 481  | 344  | 308  | 286  | 267  | 284  |
|               | 1869 | 1890 | 1921 | 1950 | 1980 | 2001 | 2017 | 2019 | 2022 | 2024 |